# Хомо новус (фільм, 1990)
Хомо новус (рос. Хомо новус) — радянський художній фільм 1990 року, знятий режисером Палом Ердешшем.

## Сюжет
Головна героїня фільму — вчителька математики Галина Олексіївна. Людина з непростим характером, вона самостійно виховує маленького сина, болісно переживаючи через невлаштованості свого особистого життя. Відносини жінки з учнями не менше напружені: вже на початку фільму школярі не приховують своєї неприязні до викладачки, яка, в свою чергу, відповідає їм тим же.

## У ролях
| Актор                | Роль |
| -------------------- | --- |
| Ірина Купченко       | Галина Олексіївна, вчитель математики                                                                                           |
| Георгій Тараторкін   | Олександр Петрович, вчитель географії, близкий друг Галини Олексіївни                                                           |
| Римма Маркова        | Колчина, завідувачка міського відділу народної освіти                                                                           |
| Анна Баженова        | Юля Загоріна |
| Оля Стулова          | Катя Владыкіна |
| Ігор Букатко         | Андрій Бабушкін |
| Данило Іванов        | Валера Ньомушкін |
| Антон Белов          | Серебровський |
| Ірина Губанова       | директор школи |
| Сергій Гармаш        | секретар міськкому КПРС |
| Олександр Мартинов   | Батько Вани |
| Любов Полехіна       | Любов Григорівна Сотник, завідувачка відділу освіти і науки міськкому КПРС, курирує освіту, одночасно подруга Галини Олексіївни |
| Валентина Березуцька | |

## Знімальна група
- Сценаріст : Зоя Кудря
- Режисер : Пал Ердешш
- Оператори : Ференц Пал, Володимир Фридкін
- Композитор : Мікаел Тарівердієв
- Художник : Ірина Калашникова